# Rýmařov
Rýmařov (en alemán: Römerstadt) es una pequeña ciudad de República Checa, situada en el extremo occidental de la región administrativa de Moravia-Silesia. En 2008 tenía una población de 8893 habitantes según el censo municipal.
El término municipal de Rýmařov comprende un núcleo urbano y seis pedanías: Edrovice, Harrachov, Jamartice, Janovice, Ondřejov y Stránské.
Además, como municipio de competencias extendidas, Rýmařov es capital de una comarca que incluye un total de 11 municipios.
El escudo de la ciudad, al igual que su bandera, consiste en una loba atravesada por una flecha (figura dorada sobre fondo azul). Este símbolo aparece ya en el cuño más antiguo de la ciudad, de 1543 y hace referencia a la extinción del último lobo del término municipal.

## Historia
La abundancia de oro, plata y otros metales atrajo desde muy antiguo a diversos pobladores. Existen indicios arqueológicos de la presencia de celtas y germanos. Pero no se establece un asentamiento permanente hasta 1278, cuando colonos alemanes se instalan en esta zona. En 1406, Rýmařov recibe el estatuto de ciudad. Territorialmente, pertenece al Margraviato de Moravia dentro de la Corona Checa. Aunque sus habitantes, al igual que la mayor parte de los Sudetes, nunca llegan a asimilarse a la cultura checa.
Durante varios siglos, Rýmařov vive principalmente de la minería, la cual se encuentra hoy en día agotada. La ciudad es azotada repetidas veces por guerras, plagas y otras calamidades. La última catástrofe es tal vez el incendio de 1790, después del cual la ciudad se reconstruye al estilo neoclásico e Imperio. En 1746 se establece en el municipio la mayor manufactura textil de toda Austria. Un siglo después, Rýmařov se industrializa, desarrollando otras actividades diversas, además de la textil. 
En 1918, después de proclamarse la independencia de Checoslovaquia, Rýmařov se adhiere a la provincia separatista de Sudetenland, disuelta por el ejército. En 1938, por los Acuerdos de Múnich, Rýmařov es anexionado al III Reich. Las minorías checa y judía huyen. En 1945, la derrota nazi trae la expulsión de la mayor parte de la población autóctona, que son sustituidos por checos y otras minorías étnicas. El régimen comunista intentará relanzar el desarrollo de la ciudad mediante inversiones en vivienda, servicios públicos e industria. De esta época destaca la instalación de una planta de casas prefabricadas, que es hoy en día la mayor empresa de Rýmařov. En los últimos años, por otro lado, es notable la mejora estética de la ciudad, con restauración de edificios y espacios verdes.

## Personajes célebres
- Franz Brixel, alias “Armin Franke” (1840-1903), escritor en alemán.
- Adam Gilg, (1651-1710?), jesuita, misionero en México.
- Johann Christoph Handke, (1694–1774), pintor.
- Ferdinand Bonaventura Harrach, (1708-1778), filántropo.
- Wilfried König, (1939-2004), químico.
- Hana Marvanová, (1962), disidente y política.
- Jiří Meitner, (1958), pintor.
- Franz Orlet, (1882-1957), escritor en alemán.
- Karl Schinzel, (1886-1951), inventor de la fotografía en color
- Tomáš Ujfaluši, (1978), jugador de fútbol.
- František Vaňák, (1916-1991), arzobispo de Olomouc.

## Economía
En el sector primario destaca la ganadería vacuna y el aprovechamiento de los bosques, del cual deriva una importante producción maderera y de casas prefabricadas. Además, el municipio consta de una fábrica de poliestireno y una panificadora, junto a otras industrias menores. Como dato curioso, Rýmařov es el lugar donde se produce el “medallón turístico”, suvenir coleccionable, popular en la República Checa. En cuanto a servicios, Rýmařov es el centro educativo y cultural de la comarca, y tiene un incipiente sector turístico con varios hostales y casas rurales.

## Lugares de interés
- El centro histórico del municipio, a pesar de la presencia parcial de nuevas edificaciones, está declarado zona monumental urbana. En medio de la plaza mayor destaca la casa consistorial que reúne estilos que van desde el gótico hasta el neoclásico. En los jardines de la plaza se erigen las estatuas de la Virgen María Inmaculada (esculpida con motivo de la peste de 1683) y de San Juan Nepomuceno (1733, patrón del municipio). Cerca de ellas, el museo municipal ofrece un recorrido por la historia de la ciudad, desde la prehistoria hasta la primera mitad del siglo XX, ilustrado por valiosas reliquias de la época. En el mismo recinto se halla una variada exposición de minerales de la zona.
- Iglesia de San Miguel Arcángel: de estilo gótico a renacentista. Junto a ella, la casa del párroco, del siglo XVI.
- Ermita de la Visitación de la Virgen María, localmente llamada “Capilla de los Tilitos”: Se trata de un edificio barroco muy significativo del arquitecto local Friedrich Hösler, de 1711-15. En su interior está decorada por pinturas de Ferdinand Naboth y de Johann Christoph Handke. Y fuera de ella encontramos una estatua de la Virgen María Victoriosa, de 1774, así como un conjunto de la Crucifixión, de autoría popular, de 1812.
- Como maravilla natural destaca el Tilo de Comenius, plantado en 1592 (calle Lipová, a la izquierda del Centro de Ocio). Por lo demás, Rýmařov está atravesado por varias rutas señalizadas de senderismo y de cicloturismo, que en invierno se utilizan en parte como pistas de esquí de fondo.

## Ciudades hermanadas
- Arco - Italia
- Beloeil - Bélgica
- Crosne - Francia
- Krompachy - Eslovaquia
- Maybole - Reino Unido
- Ozimek - Polonia
- Schotten - Alemania